# Бейлър (окръг, Тексас)
Окръг Бейлър (на английски: Baylor County) е окръг в щата Тексас, Съединени американски щати. Площта му е 2334 km², а населението - 4093 души (2000). Административен център е град Сиймор.